# Matucana aurantiaca subsp. polzii
Matucana aurantiaca subsp. polzii ist eine Unterart der Pflanzenart Matucana aurantiaca in der Gattung Matucana aus der Familie der Kakteengewächse (Cactaceae). Das Epitheton polzii ehrt den deutschen Kakteen- und Sukkulentenliebhaber Frank Polz.

## Beschreibung
Matucana aurantiaca subsp. polzii wächst meist mit von der Basis her  verzweigten, stark sprossenden, abgeflacht kugelförmigen, grünen Trieben und erreicht bei Durchmessern von 8 Zentimetern Wuchshöhen von bis zu 5 Zentimeter. Die Wurzeln sind faserig. Es sind neun bis 16 flache und gerundete Rippen vorhanden, die quer gefurcht sind. Die biegsamen, weißen bis bräunlich gelben bis schwarzen Dornen vergrauen im Alter. Die ein bis  drei Mitteldornen sind bis zu 2,5 Zentimeter, die sechs bis zwölf Randdornen 0,6 bis 1,8 Zentimeter lang.
Die leicht gebogenen, karminroten Blüten sind 5 bis 7 Zentimeter lang und weisen einen Durchmesser von 3,5 bis 5 Zentimeter auf. Die eiförmigen, etwas purpurbraunen Früchte erreichen einen Durchmesser von 5 bis 7 Millimeter.

## Verbreitung und Systematik
Matucana aurantiaca subsp. polzii ist in der peruanischen Region Huánuco am Oberlauf des Río Marañón in Höhenlagen von 2100 bis 2300 Metern verbreitet.
Die Erstbeschreibung als Matucana polzii erfolgte 1986 durch Lothar Diers, John Donald Donald und Ernst Zecher. Roy Mottram stellte die Art 2002 als Unterart zur Art Matucana aurantiaca.  Ein weiteres nomenklatorisches Synonym ist Submatucana currundayensis (F.Ritter) Backeb. (1962).

## Nachweise